# Нијепор-Делаж NiD-43
Нијепор-Делаж NiD-43 (фр. Nieuport-Delage NiD-43) је двоседи француски ловачки авион. Авион је први пут полетео 1924. године. 

Највећа брзина у хоризонталном лету је износила 200 km/h. Размах крила је био 12,80 метара а дужина 10,00 метара. Маса празног авиона је износила 1620 килограма, а нормална полетна маса 2320 kg.

## Наоружање
| Наоружање авиона: Нијепор-Делаж |                  |
| Ватрено (стрељачко) наоружање   |                  |
| Топ                             |                  |
| Митраљез                        |                  |
| Број и ознака митраљеза         | 2 Викерс, 1 Луис |
| Калибар                         | 7,7              |
| Бомбардерско наоружање (бомбе)  |                  |
| Ракетно наоружање (ракете)      |                  |